# ASV Lambsheim
Der ASV Lambsheim war ein deutscher Sportverein mit Sitz in der rheinland-pfälzischen Ortsgemeinde Lambsheim innerhalb der Verbandsgemeinde Lambsheim-Heßheim im Rhein-Pfalz-Kreis.

## Geschichte
Die erste Fußball-Mannschaft stieg zur Saison 1949/50 in die zu dieser Zeit zweitklassige Landesliga Vorderpfalz auf. Mit 31:29 Punkten platzierte sich diese am Saisonende auf dem achten Platz. Nach der Folgesaison sammelte man jedoch nur noch 16:40 Punkte, womit es über den 14. Platz wieder eine Klasse tiefer ging. Irgendwann danach löste sich der Verein auf.